# ویرگیل لوکن
ویرگیل لوکن (به انگلیسی: Virgil Luken) (زادهٔ ۱۲ سپتامبر ۱۹۴۲) شناگر اهل ایالات متحده آمریکا است.